# Samuel Krzysztof Kotłubaj
Samuel Krzysztof (Zachariasz Krzysztof Samuel) Kotłubaj herbu Kot Morski – podczaszy upicki w latach 1674-1692, cześnik upicki w latach 1669-1674, rotmistrz Jego Królewskiej Mości.
Był elektorem Jana III Sobieskiego z powiatu kowieńskiego w 1674 roku.